# أميت ميهتا
أميت ميهتا (بالإنجليزية: Amit Priyavadan Mehta) هو محامي وقاضي أمريكي، ولد في 1971 في Patan, Gujarat ‏ في الهند.